# Jorge Gaggero
Jorge Gaggero (Buenos Aires, 22 de maig de 1972) és un guionista i director de cinema argentí.

## Carrera
Jorge Gaggero comença la seva carrera en el Centre d'Experimentació i Realització Cinematogràfica de Buenos Aires. En 1995, va aconseguir ser finalista dels Premis Emmy en la secció de Millor Documental estranger pel programa Edición Plus.
El seu debut com a realitzador seria una sèrie de curtmetratges sota el títol Ojos de fuego. Gràcies a una beca del Fons Nacional de les Arts de Los Angeles, posteriorment van arribar El Mar Secreto i Un Pedazo de Tierra, guardonat als Emma Awards i el Festival Internacional de Bilbao. Ja a l'Argentina, va dirigir Cama adentro (amb la qual va aconseguir el Premi Cóndor de Plata a la millor opera prima) i posteriorment La seguridad de los Perros i el documental Vida en Falcón.

## Filmografia
- Sólo cuando respiro (1994)
- Ojos de fuego (1995)
- Un Pedazo de tierra (2001)
- The Secret Sea (2002)
- Cama Adentro (aka Señora Beba) (2004)
- Vida en Falcón (2005)
- Montenegro (2014)
- Cita con Perón (2015)